# Bleizi Ruz
Bleizi Ruz (Lobos rojos) es un grupo musical bretón de fest-noz, que tocan y componen música tradicional. Se han convertido en embajadores de la cultura bretona, tocando por toda Europa y los Estados Unidos.

## Biografía
Bleizi Ruz fue fundada en 1973 en la región de Brest (Finisterre) por Eric Pierre y Fourel Liorzou, entonces Loïc Le Borgne. El grupo ganó el mismo año, el Kan ar Bobl (festival nacional de música bretona). Se convirtieron en profesionales en 1980 y viajaron por las carreteras de Gran Bretaña y Europa. Para celebrar su vigésimo aniversario, el grupo creó el espectáculo Hent Jakez, nombrado mejor espectáculo tradicional en 1993. Para sus 25 años, en 1998, más de 200 artistas y más de cinco mil espectadores se reunieron. Treinta músicos han formado parte del grupo, incluyendo los guitarristas Jacques Pellen y Bruno Nevez. En la década de 1990, el grupo estaba formado por Eric Liorzou (guitarra, mandolina, voz, arreglos), Loïc Le Borgne (acordeón, voz), Bernard Quillien (bombarda, silbatos, gaita, voz), Thierry Decloux (bajo), David Hopi Hopkings (percusión y voz). Gael Nicol, ex-Ar Re Yaouank, toca la bombarda y el binioù kozh en 1998. En 2001, junto con nuevos músicos (Christian Sarrau en el saxofón, Mickaël Seznec en el bajo y la percusión por Herri Locquet), lanzó un nuevo CD, An Teuz (Fusión). La banda se separó en 2003, pero decidió volver en 2007. Creac'h Ben se unió a la banda en 2007 para continuar bailando durante casi cuarenta años.

## Discografía
- 1973: Musiques et danses de Bretagne par Bleizi Ruz (Arfolk)
- 1980: Bleizi Ruz (Kerblues)
- 1984: Coz Liorzou (Pluriel)
- 1985: Klask Ar Plac'h (Pluriel)
- 1988: Pell Ha Kichen No (Adipho)
- 1991: En Concert (Shamrock Records)
- 1993: Hent Sant Jakez (Shamrock Record)
- 1996: Celtic Trip (Shamrock Records)
- 2001: An Teuz (Ciré jaune)

### Recopilaciones
- Celtic Folk from Brittany